# Кішки (альпінізм)

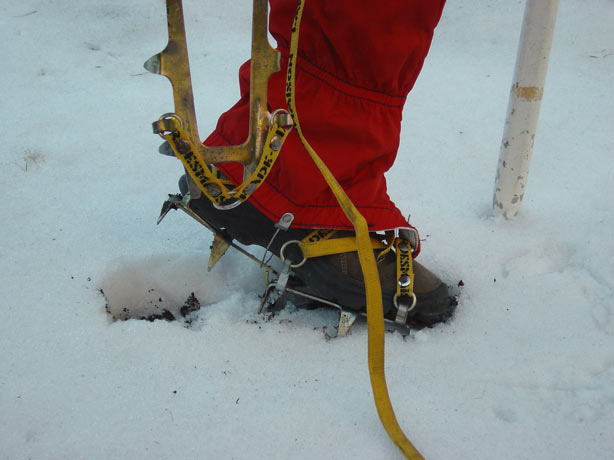

Альпіністські кішки — металеві пристосування для пересування по льоду та фірну, кріпляться на черевиках різними способами. Альпіністські кішки використовуються в альпінізм і, гірському туризмі та льодолазінні.
В основному є два види кішок: тверді і м'які. Тверді кішки використовують на черевиках з спеціальними рантами у підошві, куди вони вщеплюються, натомість м'які кішки використовують з різним трекінговим взуттям.